# По тонкому льду
«По тонкому льду» — советский фильм режиссёра Дамира Вятича-Бережных, снятый по одноимённой повести Георгия Брянцева.

## Сюжет
Фильм был снят к 50-летию органов государственной безопасности Советского Союза.
Фильм повествует о борьбе работников органов госбезопасности СССР против немецкой разведки в предвоенные годы и против немецких войск в годы Великой Отечественной войны.
В центре фильма история трёх контрразведчиков. В 1939 году чекисты Брагин, Трапезников и Безродный нападают на след резидента германской разведки полковника Дункеля. Но во время преследования Дункель скрывается. После начала войны чекисты получают задание установить расположение вражеского разведцентра и парализовать его работу. Здесь они снова сталкиваются с немецким полковником разведки Дункелем. Чекистам удается захватить Дункеля и переправить через линию фронта.

## В ролях
- Виктор Коршунов — Дмитрий Дмитриевич Брагин
- Феликс Яворский — Геннадий Васильевич Безродный
- Алексей Эйбоженко — Андрей Трапезников
- Михаил Глузский — Александр Васильевич Кочергин
- Изольда Извицкая — Оксана
- Алексей Алексеев — Аким
- Николай Крючков — Герасим Трофимович Пароконный
- Николай Крюков — полковник Дункель, он же Фидлер, он же Угрюмый (немецкая речь - Александр Александровский)
- Олег Мокшанцев — шофёр Мигалкин
- Василий Нещипленко — Витковский
- Татьяна Панкова — Кулькова, старуха-баптистка
- Николай Сморчков — Павел Васильчиков, партизан
- Глеб Стриженов — Карл Фридрихович Франкенберг, врач-терапевт
- Александр Шворин — Вадим Данилович Филин
- Олев Эскола — штурмбанфюрер Земельбауэр
- Лаврентий Масоха — гауптман Фробль (озвучивает Константин Тыртов)

### В эпизодах
- Борис Битюков — капитан Решетов
- Сергей Голованов — Борис Антонович Селихов
- Вадим Захарченко — Кошельков
- Николай Погодин — Каменщиков
- Леонид Пирогов — Ремизов
- Николай Граббе — Осадчий
- Роман Хомятов — Володя Воробьёв
- Иван Кузнецов — хозяин дома, сдавший комнату Филину
- Инна Фёдорова — хозяйка квартиры
- Светлана Коновалова
- Евгений Шутов — медицинский эксперт Хоботов
- Пëтр Любешкин — Омельченко, секретарь парторганизации автобазы
- Виктор Уральский — лейтенант Гусев
- Юрий Киреев — сотрудник НКВД
- Валерия Бескова — Лариса Сергеевна Брусенцова
- Дмитрий Орловский — допрашиваемый
- Надежда Федосова — Надежда Петровна Пароконная
- Ия Маркс — посетительница
- Виктория Чаева — дикторский текст
- Елена Вольская

## Съёмочная группа
- Режиссёр: Дамир Вятич-Бережных
- Сценарий: Иван Бакуринский, Юлиан Семёнов
- Главный оператор: Николай Олоновский
- Главный художник: Юрий Кладиенко
- Композитор: Моисей Вайнберг
- Текст песен: Михаил Матусовский
- Дирижёр: Эмин Хачатурян
- Консультанты: полковник А. Коваленко, Хайнц Браун
- Вокал: Владимир Трошин (песня «Друг»)